# Pat Robertson
Pat Robertson (født 22. marts 1930, død 8. juni 2023
) var en amerikansk tv-prædikant.
Robertson var en af de mest fremtrædende figurer på den såkaldte kristne højrefløj i USA, og drev sin egen tv-station, CBN (Christian Broadcasting Network), som sender fra Virginia Beach, Virginia.
Han stiftede The Christian Coalition, en konservativ politisk lobbygruppe.